# Lockheed SR-71 Blackbird
Lockheed SR-71, známý jako „Blackbird“ a mezi posádkami přezdívaný Habu, byl americký dvoumotorový proudový strategický průzkumný letoun, vyvinutý během 60. let dvacátého století v rámci nezveřejněného, tzv. black projektu. Postaven byl jako vývojový typ průzkumného letounu A-12 OXCART společností Lockheed a její divizí Skunk Works. Americký letecký inženýr Clarence Johnson se stal odpovědným za většinu designových inovací.
Charakteristickou vlastností byla vysoká rychlost letu nad 3 Ma ve velkých výškách, čímž se během průzkumných misí ocital mimo řadu ohrožení. Při detekci aktivace protiletadlové raketové obrany činil standardní postup prostý únik před střelou, k čemuž mu postačovalo zvýšení rychlosti. Povrch konstrukce byl navržen se sníženou odrazivou plochou radarového záření.
V letech 1964–1998 letoun sloužil v Letectvu Spojených států. Celková výroba dosáhla 32 kusů, z nichž 12 bylo zničeno při nehodách a ke ztrátě žádného stroje nedošlo během střetu s nepřítelem. SR-71 drží od 28. července 1976 rekord jako nejrychleji letící letoun s lidskou posádkou, když překonal starší vývojový typ Lockheed YF-12. Naměřená rychlost činila 3,29 Ma (4 063 km/h).

## Vývoj

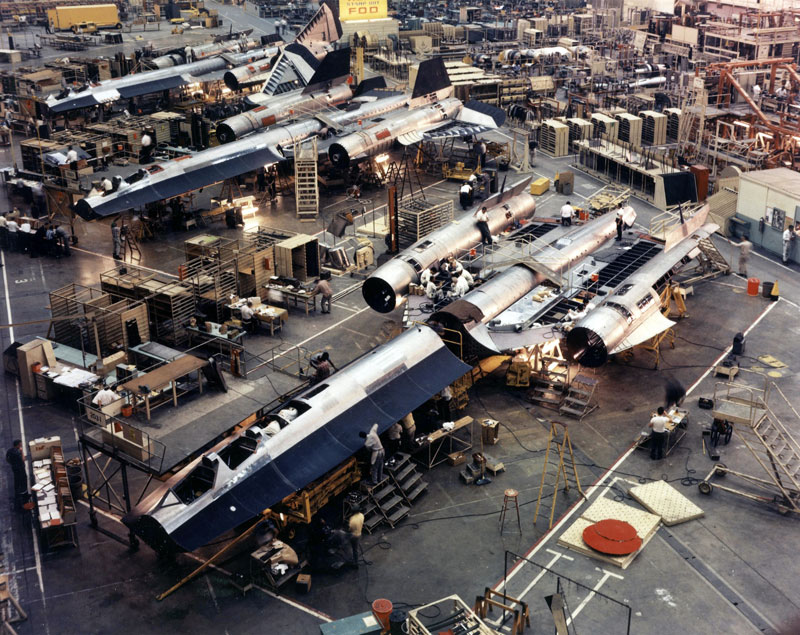
SR-71 Blackbird na výrobní lince ve Skunk Works

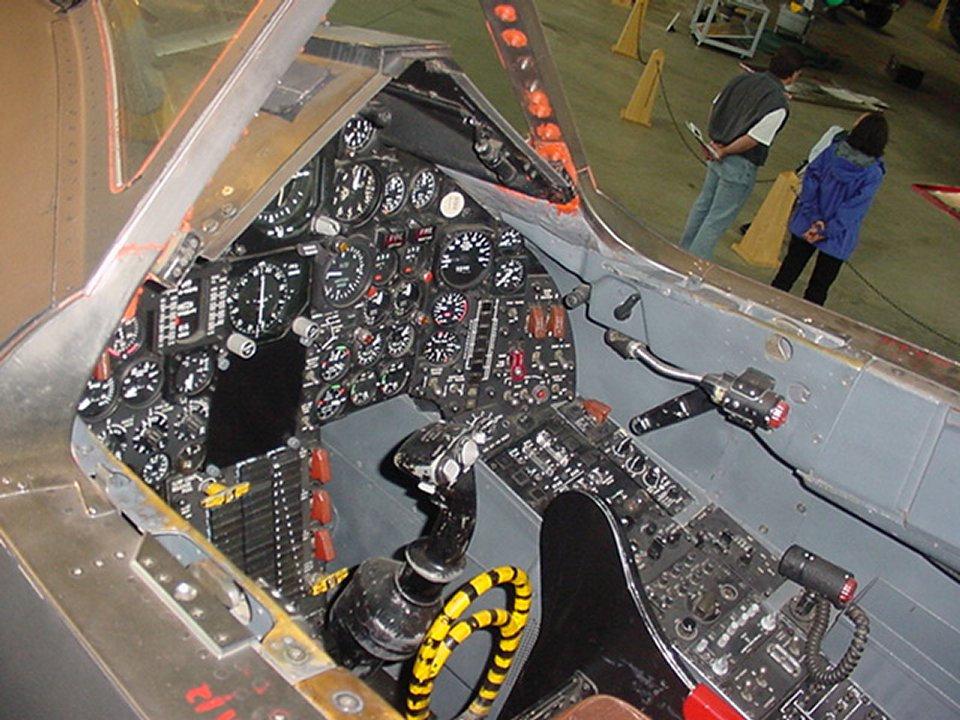
Kokpit SR-71

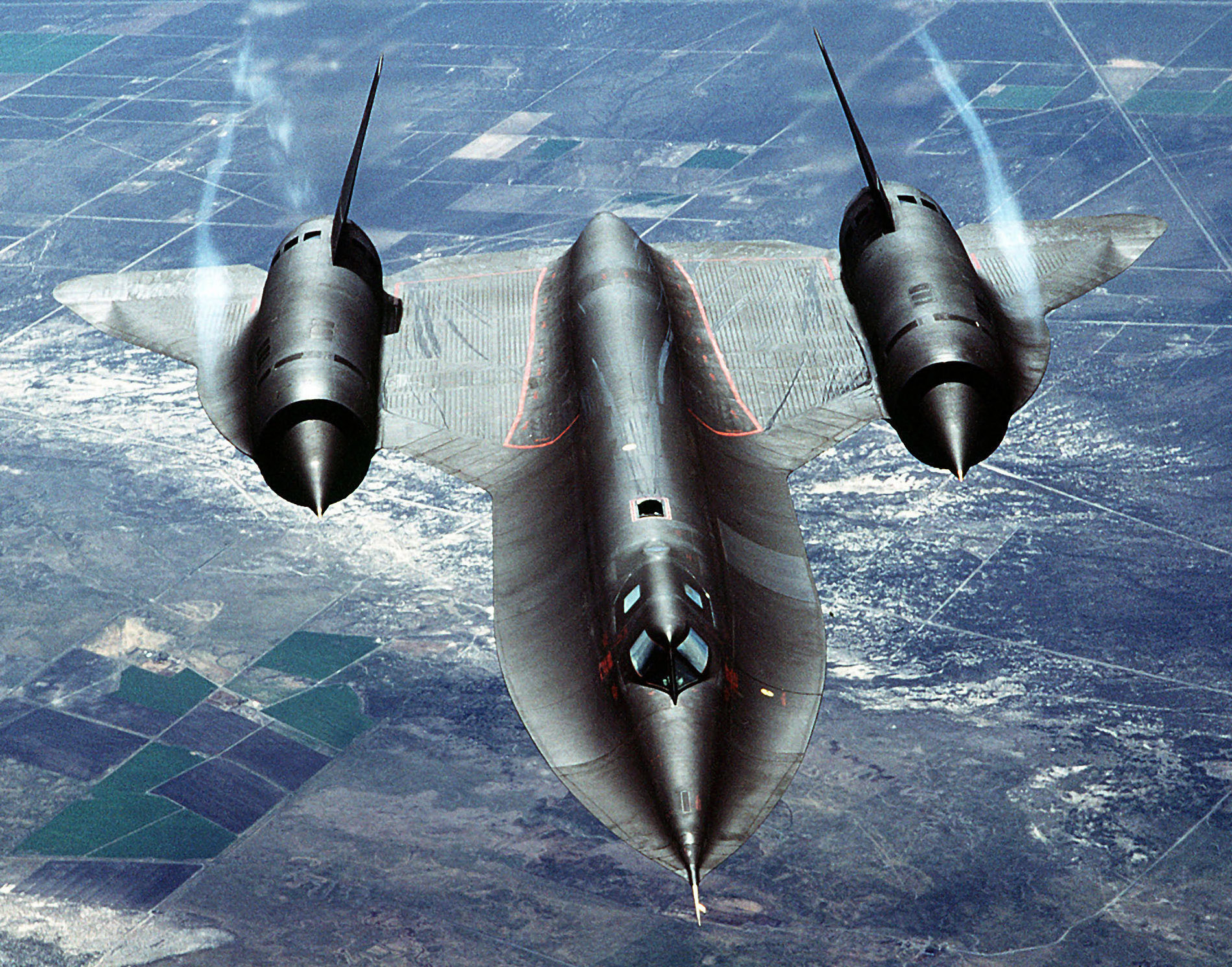
Kondenzační stopy za proudovými motory SR-71

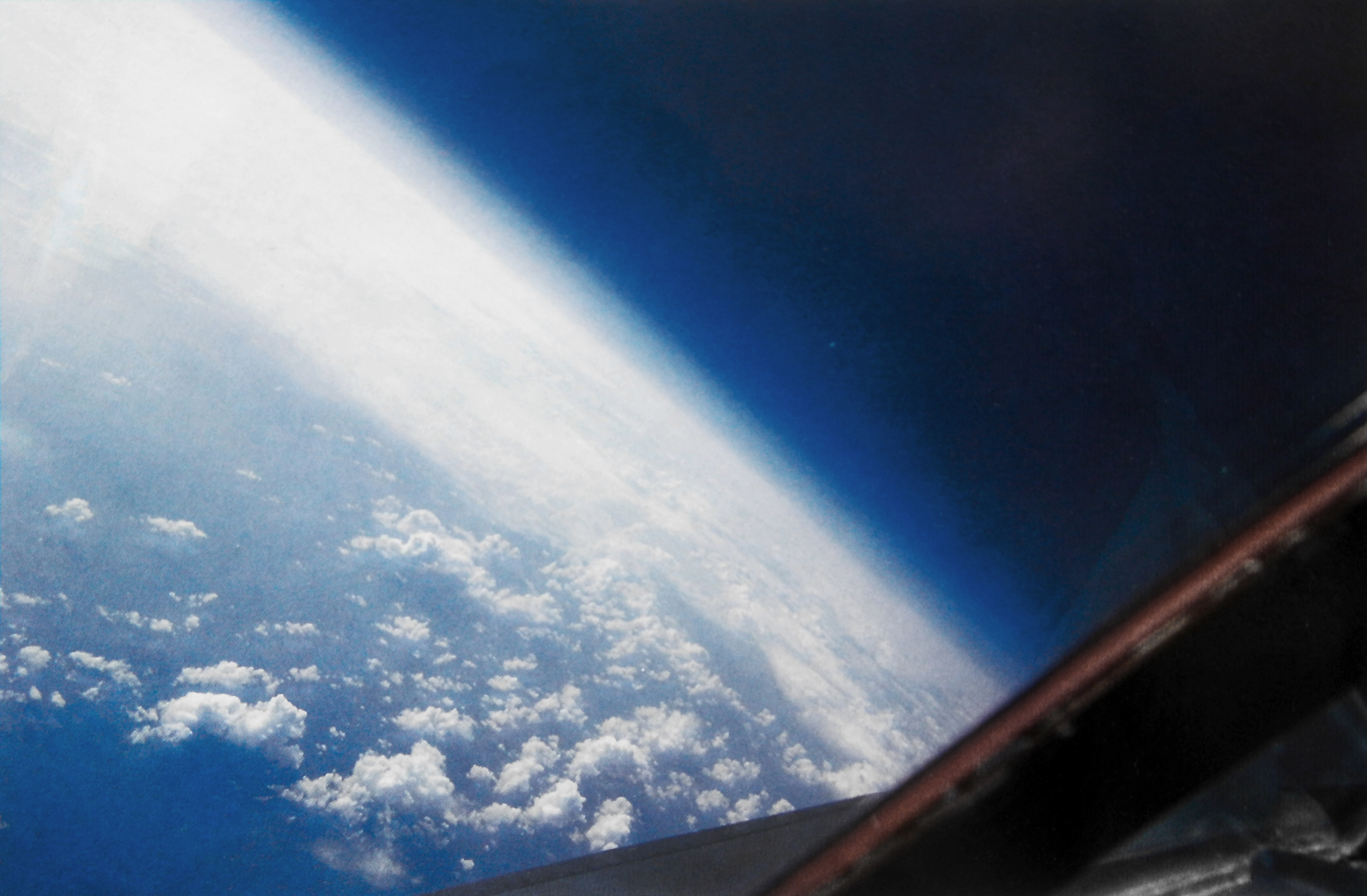
Pohled z kokpitu ve výšce 22 000 m nad Atlantikem

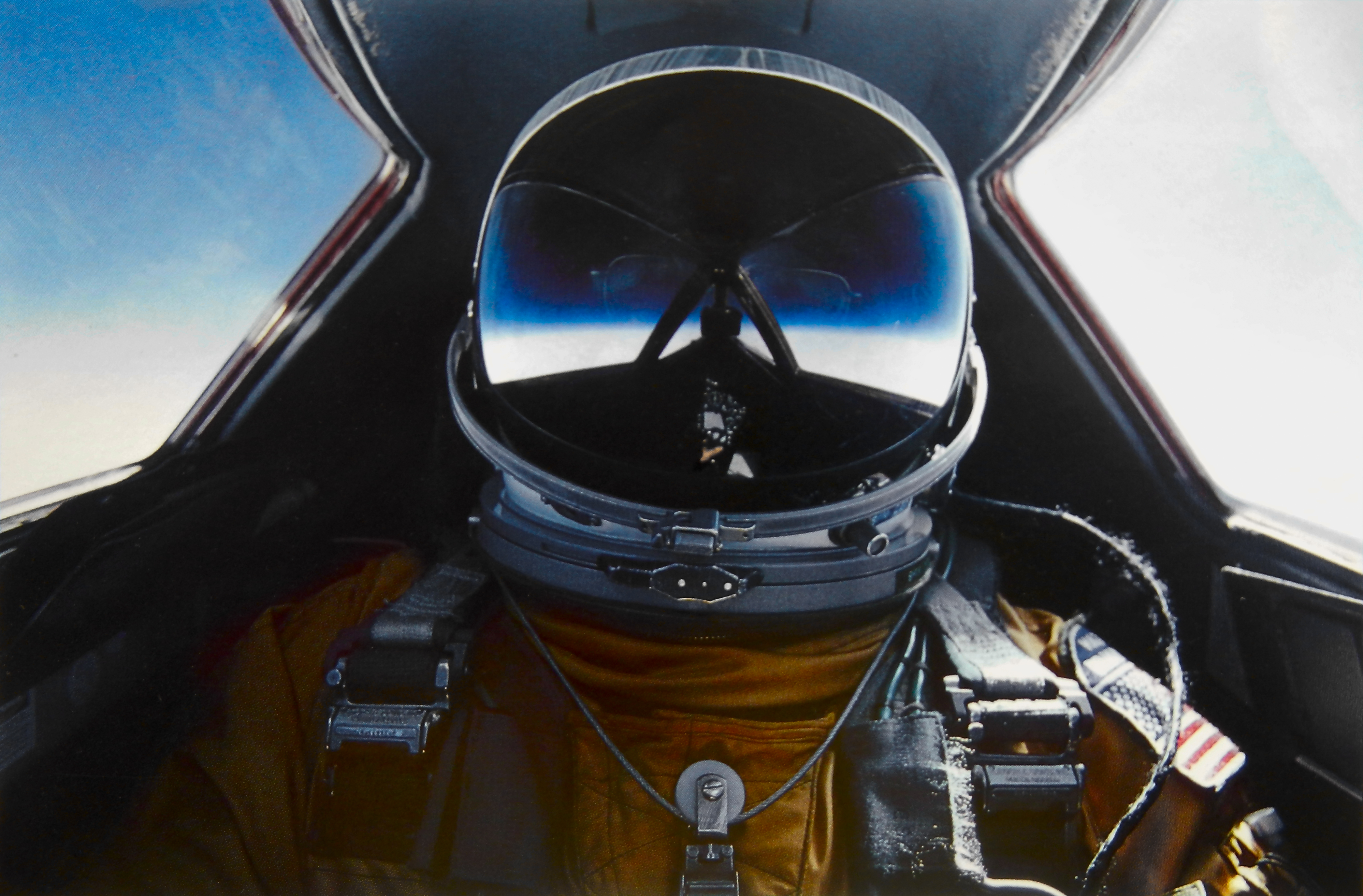
Pilot Brian Shul v kokpitu

První let prototypu proběhl 25. ledna 1962 se zkušebním pilotem Louisem W. Schalkem a pohonem prozatímně instalovaných dvou motorů Pratt & Whitney J75 o tahu po 109 kN. Prototyp SR-71A vznikl přestavbou stroje A-12 (60-6937) na YF-12C. První ze šesti strojů počáteční série SR-71A vzlétl poprvé 22. prosince 1964.
Konstrukce byla přizpůsobena pro lety ve výšce až 25 km a rychlostem okolo 3 000 km/h, použito bylo hlavně titanu, díky čemuž konstrukce odolávala teplotám až 300 °C. Křídlo mělo delta půdorys a bylo navrženo co nejštíhlejší. Jak na trupu, tak i na křídle jsou dilatační spáry, které umožní natažení letounu až o 0,1 m. Zajímavostí je, že kvůli těmto spárám a nedostupnosti kvalitních těsnicích hmot, které by odolaly vysokým teplotám během letu, z letounu před vzletem neustále unikalo palivo z neutěsněných nádrží. Ty začaly těsnit až v určité fázi letu. Vzhledem k únikům paliva a vysoké spotřebě při stoupání, měl letoun chvíli po vzletu téměř prázdné nádrže a bylo jej nutné tankovat za letu.
Vpředu ve vyměnitelném krytu letounu, a podél trupu v kontejnerech, se nacházejí infračervená, optická i elektronická čidla. U letounu byla také poprvé využita technologie stealth, díky které se stal těžko rozpoznatelným (efektivní odrazová plocha odpovídala velikosti sportovního letadla).
Dva kusy cvičné verze dostaly označení SR-71B, lišily se kabinou instruktora ve vyšší poloze a vypouklým překrytem kabiny, kvůli lepšímu výhledu vpřed. Po havárii jednoho letounu SR-71B, k níž došlo 1. listopadu 1968 na Beale AFB, byl poslední vyrobený SR-71A (64-17981) přestavěn na dvoumístnou variantu SR-71C.
Stroj se měl původně jmenovat RS-71, ale po přeřeknutí amerického prezidenta při jeho představení veřejnosti se ujalo jeho, později oficiální, označení. Spojené státy v době konstrukce stále nezvládaly technologii průmyslové výroby titanu potřebného k výrobě draku letounu. Proto byl titanový materiál nakupován zpravodajskou službou CIA, prostřednictvím nastrčených firem, od jediného výrobce – Sovětského svazu. Soupeř ve studené válce se tak paradoxně stal jedním z hlavních dodavatelů materiálu pro výrobu letadla zapojeného do soupeření proti němu samotnému.

## Nasazení
SR-71 byly zařazeny k jednotce 9. SRW 14. letecké divize, která měla hlavní základnu na Beale AFB v Kalifornii. Detašované jednotky první strategické průzkumné letky 9. SRW byly dislokovány na základně Kadena AFB na Okinawě a na britské základně Royal Air Force Mildenhall v Suffolku. V období po roce 1968 létaly z Okinawy nad Vietnam.

## Rekordy
SR-71 „Blackbird“ byl během své služby nejrychlejší neexperimentální pilotovaný vojenský letoun světa, stejně tak létal v nejvyšší výšce. Dne 28. července 1976 překonal stroj se sériovým číslem 61-7962, pilotovaný kapitánem Robertem Heltem, světový rekord v absolutní dosažené výšce, když vystoupal do úrovně 25 929 m, v níž poté plynule letěl. Přestože několik letounů překonalo tuto hranici v rámci vertikálního „zoomového stoupání“ (stoupání ve svíčce z vysoké počáteční rychlosti), nikdy se nejednalo o plynulý let v dané výškové hladině. Stejný letoun sériového čísla 61-7958 vytvořil absolutní rychlostní rekord, jenž od roku 1976 činí 3 529,6 km/h (2 193,2 mph; 3,29 Ma). Pilot Brian Shul ve své knize The Untouchables (Nedosažitelní, 1994) přesto uvedl, že 15. dubna 1986 během amerického náletu na Libyi, dosáhl dokonce rychlosti 3,5 Ma, aby se vyhnul odpálené řízené střele.
SR-71 „Blackbird“ drží také světový rekord na stanovenou vzdálenost, když 1. září 1974 letoun urazil mezi New Yorkem a Londýnem délku 5 570,79 km rychlostí 2 908,027 km/h za 1 hodinu 54 minut a 56,4 sekundy. Pilotován byl příslušníky amerických vzdušných sil Jamesem V. Sullivanem a Noelem F. Widdifieldem. Průměrná rychlost činila 2,72 Ma, včetně zpomalení na dotankování za letu. Nejvyšší rychlost dosáhla hodnoty 3,2+ Ma. Pro srovnání, rekordní doba civilního letu Concordu trvala 2 hodiny a 52 minut, u Boeingu 747 pak činila průměrně 6 hodin a 15 minut.
Majoři Thomas B. Estes a Dewain C. Vick pilotovali 26. dubna 1971 letoun sériového čísla 61-7968 ve výšce nad 24 000 m po dobu 10 hodin a 30 minut. Tento výkon byl v roce 1971 oceněn Mackay Trophy jako „nejzáslužnější let roku“ a roku 1972 obdržel Harmon Trophy za „nejvýznamnější mezinárodní výkon v letectví s vědeckou či uměleckou tematikou“.
Při vyřazení ze služby v roce 1990 podnikl stroj SR-71 S/N 61-7972 let z domovské základny vzdušných sil Plant 42 v kalifornském Palmdale do virginského Chantilly, kde byl vystaven v jednom z muzeí Smithsonian Institution. Závěrečný let uskutečněný 6. března 1990 podnikli podplukovníci Raymond E. Yeilding a Joseph T. Vida a vytvořili při něm čtyři rychlostní rekordy:
- vzdálenost Los Angeles – Washington, D.C. o délce 3 701,0 km uletěli průměrnou rychlostí 3 451,7 km/h s výsledným časem 64 minut a 20 sekund.[14][16]
- vzdálenost mezi Západním pobřežím a Východním pobřežím o délce 3 869 km uletěli průměrnou rychlostí 3 419,1 km/h s výsledným časem 67 minut a 54 sekund.
- vzdálenost Kansas City, Missouri – Washington, D.C. o délce 1 516 km uletěli průměrnou rychlostí 3 502 km/h s výsledným časem 25 minut a 59 sekund.
- vzdálenost St. Louis, Missouri – Cincinnati, Ohio délky 501,1 km uletěli průměrnou rychlostí 3 524,3 km/h s výsledným časem 8 minut a 32 sekund.

Tyto čtyři rekordy byly přijaty americkou Národní leteckou asociací (National Aeronautic Association), oficiální organizací způsobilou uznávat rekordy na území Spojených států. Po letu SR-71 z Los Angeles do Washingtonu ze dne 6. března 1990 vystoupil senátor a první Američan na orbitě John Glenn v americkém Senátu s kritickým projevem vůči ministerstvu obrany za promarněnou příležitost nevyužití celého potenciálu letounu SR-71:
Pane prezidente, ukončení SR-71 bylo tragickým omylem a mohlo by náš národ postavit do nebezpečné nevýhody na pozadí budoucích krizí. Včerejší historický let napříč kontinentem se stal hořkým pomníkem naší krátkozraké politiky v oblasti strategického průzkumného letectví.
John Glenn, Senát USA, 7. března 1990

## Specifikace (SR-71A)

### Technické údaje
- Posádka: 2
- Užitečný náklad: 1 600 kg fotopřístrojů
- Délka: 32,74 m
- Rozpětí: 16,94 m
- Výška: 5,64 m
- Plocha křídel: 167,30 m²
- Hmotnost (prázdný): 30 600 kg
- Hmotnost (naložen): 77 000 kg
- Maximální vzletová hmotnost: 78 000 kg
- Pohonná jednotka: 2 × jednohřídelový axiální proudový motor Pratt & Whitney J58-1 s přídavným spalováním, každý o tahu 144,57 kN
- Rozchod: 5,08 m
- Rozvor:: 11,53 m
- Štíhlost křídla: 1,7

### Výkony

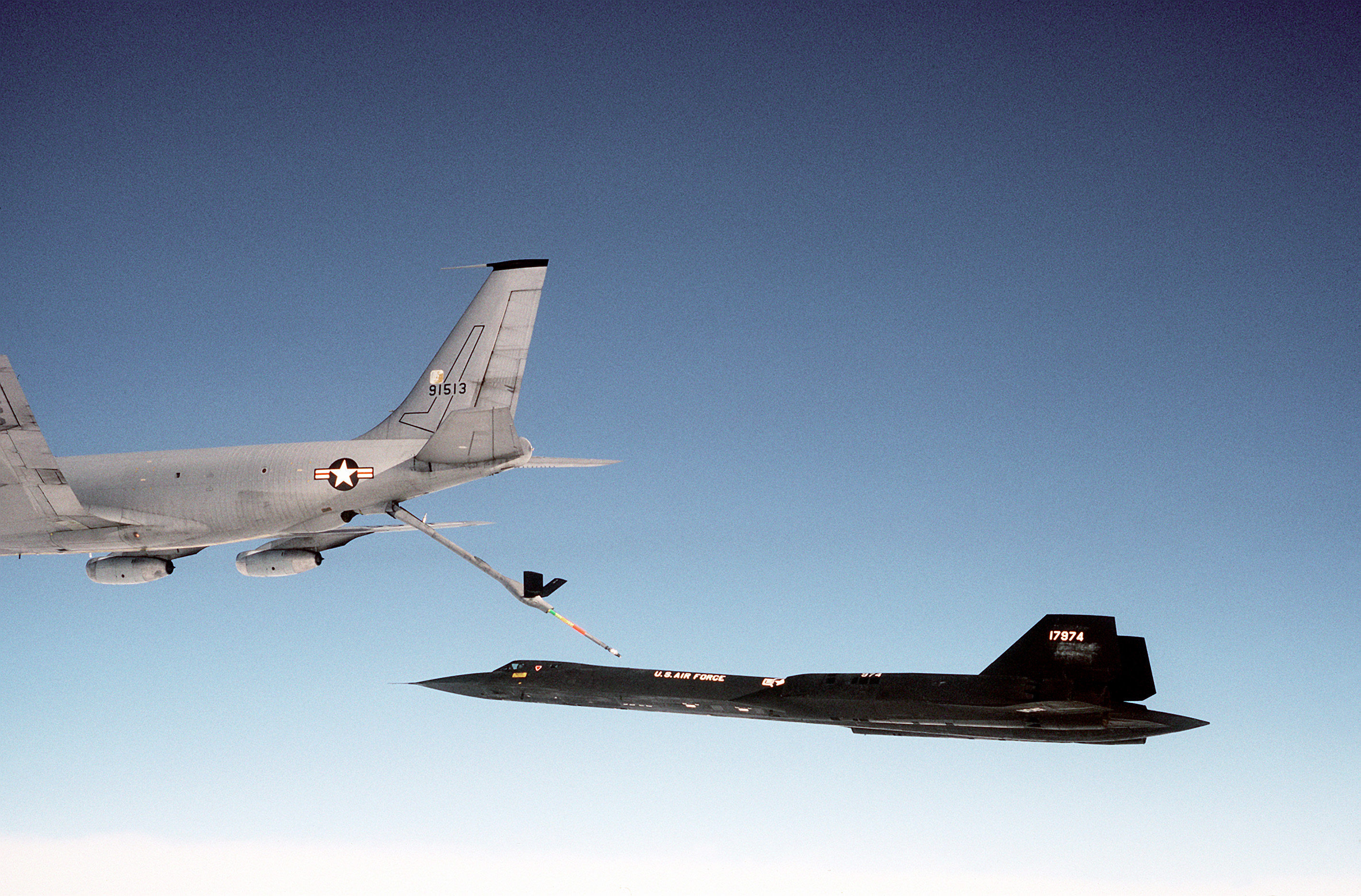
Stratotanker KC-135 a SR-71 během tankování za letu, 1983

- Maximální rychlost: Ma = 3,29 (3995,478 km/h) ve 24 000 m
- Dolet: 4 800 km
  - Bojový: 5 400 km
  - Přeletový: 5 925 km
- Dostup: 25 900 m
- Stoupavost: 60 m/s
- Plošné zatížení: 460 kg/m²
- Tah/hmotnost: 0,382